# Investika
Investika – czeska spółka inwestycyjna, która rozpoczęła działalność w 2015 r., po uzyskaniu licencji Czeskiego Banku Narodowego. W 2024 r. Investika zarządzała mieniem o wartości ponad 1 miliarda euro. W portfelu Funduszu Nieruchomości Investikaznajduje się ponad 50 nieruchomości komercyjnych, zlokalizowanych w Czechach, Polsce, Chorwacji i Hiszpanii.
W 2021 r. dołączyła do nich pierwsza nieruchomość zagraniczna: poznański kompleks biurowców Szyperska Office Center. W 2022 r. Fundusz Nieruchomości INVESTIKA był największym niebankowym funduszem inwestycyjnym dla inwestorów detalicznych w Czechach i na Słowacji.
W grudniu 2024 r. fundusz dokonał dwóch innych znaczących akwizycji na terenie Polski. W joint-venture z luksemburską spółką inwestycyjną BUD Holdings nabył od spółki Skanska za ponad 100 milionów euro biurowiec P180 w Warszawie; w sumie prawie 32 tysięcy metrów kwadratowych nowoczesnej przestrzeni biurowej. Budynek dokończono w 2022 r., a jego powierzchnia jest już niemal w całości wynajęta, głównie przez firmy z branży technologicznej i IT.
Kolejną akwizycją funduszu był zakup portfela pięciu nieruchomości logistycznych od spółki deweloperskiej 7R, o łącznej powierzchni ponad 212 000 m² i wartości przewyższającej 150 milionów euro. To największa transakcja na polskim rynku logistycznym w ciągu ostatnich dwóch lat. Nabyte nieruchomości, zlokalizowane w Krakowie, Gdańsku, Poznaniu, Bydgoszczy i Kielcach, są już w całości wynajęte przez ok. 30 przedsiębiorstw z branży logistycznej, spożywczej i detalicznej.